# HAT-P-11 b
HAT-P-11 b, parfois appelée Kepler-3 b, est une exoplanète en orbite autour de HAT-P-11, une naine orange de type spectral K4 V ayant une métallicité double de celle du Soleil et un peu plus âgée que ce dernier située à environ ∼ 123 a.l. (∼ 37,7 pc) du Système solaire, dans la constellation du Cygne. Il s'agit d'un corps une fois et demie plus massif et deux fois plus volumineux que Neptune orbitant en un peu moins de cinq jours à un peu plus de 0,05 UA de son étoile parente, d'où une température d'équilibre moyenne calculée en surface d'environ 605 °C. Une étude publiée en septembre 2014 rapporte avoir détecté de la vapeur d'eau dans son atmosphère quoiqu'en très faible quantité (environ 250 parties par million). Les auteurs de ces travaux auraient fait appel à la spectrométrie de transmission dans l'infrarouge plutôt que la spectrométrie d'absorption.